# Сухое обогащение
Сухое (пневматическое) обогащение начало применяться в США с 20-х годов прошлого века для обогащения мелкого каменного угля. В России оно получило широкое распространение только в 50-60 годах, хотя первая пневматическая установка была пущена на шахте «Горловка» в 1931 г. Этим методом обогащались преимущественно легкообогатимые энергетические каменные угли Урала, Кузбасса; бурые угли Дальнего Востока и др. В 1989 г. в общем объеме обогащения бурых углей пневматический метод составил более 70%. С появлением нового способа пневмовакуумной сепарации минералов и установок УПВС 01-09 "сухое обогащение" начинает использоваться для обогащения энергетических и коксующихся углей в Кузбассе. Начиная с 2011 года запущено в эксплуатацию 5 обогатительных комплексов пневмовакуумной сепарации УПВС с общей производительностью 4 млн. тонн угля в год. 
Сухое обогащение широко применяется и для органического сырья, включая очистку пшеницы, семян, орехов и т. д.

## Достоинства сухого обогащения
- Простота технологических схем;
- Отсутствие водно-шламового хозяйства;
- Небольшие (в 2-3 раза меньше) удельные капитальные затраты в сравнении с гидравлическим обогащением;
- Небольшие эксплуатационные затраты.

## Применение
Сухое обогащение применяется для сухой классификации полидисперсных материалов; для обогащения асбеста, сырья с легко размокаемыми породами; угля и горючих сланцев; марганцевых, баритовых и железных руд; металлургических шлаков. Несомненный интерес представляет пневматическое обогащение алмазов, золота и др. в северных районах, удаленных от инфраструктуры.

## Особенности
- Коэффициент равнопадаемости частиц в воздушной среде существенно ниже, чем в воде;
- Соотношение сил механического взаимодействия частиц в воде и в воздухе, при прочих равных условиях, непропорционально весу частиц в этих средах;
- Эффективная вязкость взвеси материала при пневматическом обогащении зависит не только от степени его разрыхления (содержания твердой фазы в единице объема псевдожидкости), но и от влажности этого материала;
- На эффективность сухого обогащения влажного материала, особенно мелких классов, влияет не только соотношение плотностей разделяемых частиц, но и соотношение их веса и капиллярных связей между ними. На разделение наиболее тонких частиц существенное влияние оказывает и относительная влажность воздуха.

## Аппараты для пневматического обогащения
- Отсадочные машины типа ПОМ;
- Сепараторы УША;
- Тяжелосредные сепараторы;
- Центробежные концентраторы;
- Комплекс пневматического обогащения СЕПАИР ;
- Комплекс машин УПВС 01-09 (производится по лицензии ООО "Промышленное обогащение").